# Bienvenido Bustamante López
Bienvenido Bustamante López (* 27. Februar 1923 in San Pedro de Macorís; † 15. November 2001 in Santo Domingo) war ein dominikanischer Klarinettist und Komponist.

## Leben
Bienvenido Bustamante arbeitete für den Sender La Voz del Yuna als Arrangeur und hatte Unterricht in Orchestration und Komposition bei Enrique Casal Chapí und Avelino Muñoz. 1965 begleitete er mit dem Orchester der Metropolitan Opera in eigener Orchestrierung die Sängerin Ruth Fernández.
Bustamante komponierte Orchesterwerke, Lieder, Criollas, Merengues und Militärmärsche.

## Auszeichnungen und Ehrungen
1969, 1970 und 1971 gewannen Lieder in seinem Arrangement das Festival de la Canción der Asociación Nacional de Músicos, Cantantes, Bailarines, Locutores y Actores de la Republica Dominicana (AMUCABA). 1979 wurde Bustamante als bester Arrangeur des Jahres mit dem Premio El Dorado ausgezeichnet. 1980 gewann er mit der Fantasía criolla den Kompositionswettbewerb der Dominikanischen Republik. 1988 und 1990 erhielt er für das Poema sinfónico No.1 bzw. die Suite Macorís den Premio Nacional de Música José Reyes. 1983 verlieh ihm die Universidad Nacional Pedro Henríquez Ureña eine Ehrenprofessur. Von der dominikanischen Regierung wurde er mit dem Orden de Duarte, Sánchez y Mella ausgezeichnet.

## Werke
- Fantasía criolla
- Poema sinfónico No.1
- Himno de la Marina de Guerra
- Tus preciosos ojos, Balandrillo viajero
- La canción de los pescadores
- Concierto en la menor für Altsaxophon und Sinfonieorchester